# Dennis Crowley

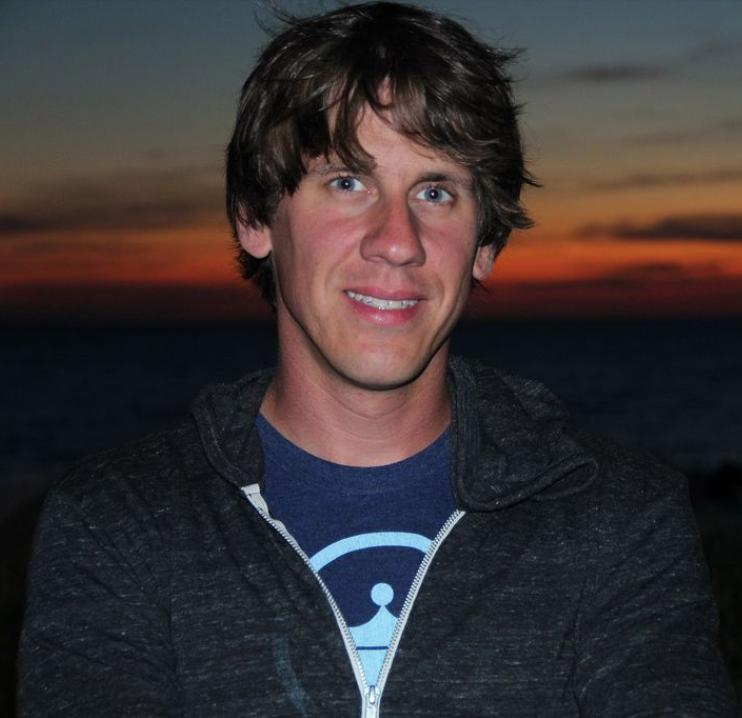
Dennis Crowley

Dennis Crowley (* 19. Juni 1976) ist ein amerikanischer Internet-Unternehmer, der vor allem als Mitbegründer der Portale Dodgeball und Foursquare bekannt geworden ist.
Crowley ist Bachelor-Absolvent der Syracuse University’s S.I. Newhouse School of Public Communications. Er gründete Dodgeball gemeinsam mit seinem Studien-Kollegen Alex Rainert noch als Student der New York University im Jahre 2000. Dodgeball wurde im Jahr 2005 von Google Inc. angekauft. Eine zweite Version des Dogeball-Services namens Foursquare schuf Crowley 2009. Foursquare bietet Standort-bezogene Mobiltelefon-Services und hatte im September 2010 über 3 Mio. Benutzer weltweit.
Das Online-Magazin AskMen.com listet Dennis Crowley als Nummer 19 der Top 49 der einflussreichsten Männer 2010.